# Батали
Батали́ (каз. Баталы) — село у складі району Беїмбета Майліна Костанайської області Казахстану. Входить до складу Асенкрітовського сільського округу.
Населення — 136 осіб (2021; 421 у 2009, 451 у 1999, 455 у 1989).